# Кристиан (архиепископ Майнцкий)
Кристиан фон Бух (ок. 1130 — 23 августа 1183 года) — пробст Мерзебургский, затем эрцканцлер Священной Римской империи, затем с 1165 до своей смерти архиепископ Майнца. Неоднократно исполнял дипломатические поручения императора Фридриха I в Италии.
Кристиан фод Бух являлся наследником двух тюрингских дворянских семейств, фон Бухов и Байхлингенов. При поддержке ландграфа Тюрингии Людвига II он начал духовную карьеру в качестве пробста в Мерзебурге, а затем пробста собора Святой Марии. В 1160 году, после убийства архиепископа Майнца Арнольда диоцез подпал под интердикт. После этого часть майнцких каноников собралась во Франкфурте и избрали там новым архиепископом Кристиана. Другие, однако, избрали Рудольфа Церингенского. В свою очередь, император Фридрих Барбаросса организовал собор в Лоди, на котором при поддержке папы Виктора IV низложил обоих претендентов и возвёл на епископский престол своего родственника Конрада фон Виттельсбаха 20 июня 1161 года.
В 1162 году Кристиан занял важное положение в ближайшем окружении императора. Он стал пробстом Майнцского собора и базилики Святого Серватия в Маастрихте и исполнял обязанности канцлера империи. В 1163 году он сопровождал императора в его походах в Италию. С конца лета 1164 был легатом императора в Италии, где способствовал возвращению поддерживаемого императором антипапы Пасхалия III в Рим. По его непосредственном участии в апреле 1165 года Сардиния была отдана в лен пизанцам, благодаря чему усилилось соперничество последних с Генуей. Таким образом, он доказал свою преданность, и когда Конрад фон Виттельсбах отказался признать Пасхалия III, майнцкая кафедра была передана Кристиану. Это назначение было признано в империи, но не папой Александром III. В июле 1167 Кристиан был с императором, когда тот осадил Рим. Переговоры, которые со стороны партии Александра III вёл Конрад фон Виттельсбах, завершились безрезультатно, а самому папе удалось скрыться из города. После этого Фридрих смог занять город, и 30 июля Пасхалия торжественно возвели на престол Святого Петра. Вскоре, однако, в городе вспыхнула эпидемия, и император был вынужден покинуть Рим. В сентябре Кристиан был отправлен в Саксонию, где против Генриха Льва объединились архиепископ Магдебургский, ландграф Тюрингский, Альбрехт Медведь и архиепископ Кёльна Райнальд фон Дассель.
Осенью 1170 года император послал архиепископа Майнцкого с посольством Византию с предложением союза. Отношения с Византией, ухудшившиеся в 1160-е годы были, видимо, улучшены, и в следующем году византийцы прислали ответное посольство. Переговоры на основе брачного проекта продлились до 1174 года. В конце 1171 года Кристиан был вновь отправлен в Среднюю Италию, где оказался втянут в конфликт между городами. Этим он, преимущественно, занимался несколько последующих лет. В 1173 году Кристиан осадил византийскую Анкону, но был вынужден через полгода отступить. Матримониальные переговоры с королевством Сицилии также не привели к успеху. В сентябре 1174 года в Италию вступили имперские войска под командованием самого императора. В конце октября он начал осаду Алессандрии но, несмотря на поддержку Кристиана, препятствовавшего итальянским городам объединиться и оказать помощь городу, не преуспел, и в апреле 1175 года снял осаду. В 1177 году произошла встреча Кристиана с императором, и не позднее, чем в том же году он отказался от должности легата. В 1178 году он вступил в конфликт с маркграфом Конрадом Монферратским, пленником которого стал в сентябре 1179 года. Кристиан получил свободу в конце 1180 года на унизительных условиях крупной денежной выплаты и утраты империей своих позиций. После этого Кристиан оставался в Италии. В августе 1183 года он умер в Тускуле.